# Staurocephalites balticus
Staurocephalites balticus är en ringmaskart som beskrevs av Alfred Eisenack 1975. Staurocephalites balticus ingår i släktet Staurocephalites, klassen havsborstmaskar, fylumet ringmaskar och riket djur. Inga underarter finns listade i Catalogue of Life.